# Västra Baggböle
Västra Baggböle (fi. Länsi-Pakila) är en stadsdel i norra Helsingfors, cirka nio kilometer från centrum.
Västra Baggböle har cirka 6 874 invånare (1.1.2014).
I Västra Baggböle är den genomsnittliga storleken på lägenheterna den näst största i Helsingfors, 98 m2.

Sedan 1970-talet har det största partiet i Västra Baggböle varit Samlingspartiet. Samlingspartiet var det mest populära partiet i Västra Baggböle i 2012 års kommunalval (50 % stöd) och i riksdagsvalet 2015 (44 % stöd).
Västra Baggböle är hem för många kändisar, till exempel Antero Vartia, Arto Bryggare, och Kari Hotakainen.